# Reaktortechnik
Die Reaktortechnik ist die Lehre der Konstruktion von Kernspaltungsreaktoren, sowohl im zivilen als auch im militärischen Bereich. Sie ist im klassischen Sinne eine Ingenieursdisziplin, wenngleich sie der wissenschaftlichen Behandlung der technisch genutzten Kernspaltung, der Reaktorphysik, eng verwandt ist.
Mit dem nicht ganz scharf abgrenzbaren Begriff Reaktorphysik ist im Allgemeinen die Neutronenphysik von Kernspaltungsreaktoren gemeint, also Themen wie beispielsweise Kettenreaktion, Kritikalität, Neutronenfluss, Moderator (Physik), Neutronenabsorber, Vierfaktorformel oder Reaktivitätskoeffizient. Die Reaktorphysik ist nicht zu verwechseln mit der Kernphysik, die sich mit Aufbau und Wechselwirkungen der Atomkerne befasst, oder gar mit der Atomphysik, die sich im Wesentlichen mit Beschreibungen der Atomhülle und deren Wechselwirkung mit dem Atomkern beschäftigt.
Ein wichtiges Rechenmodell der Reaktorphysik ist das Zweigruppenmodell des Punktreaktors. Darin wird die Ortsabhängigkeit der Prozesse innerhalb des Reaktorkerns ignoriert, und die in Wirklichkeit kontinuierliche Verteilung der kinetischen Energie der Neutronen wird als zwei „Neutronengruppen“, thermische und schnelle Neutronen, grob angenähert (Näheres siehe Neutronenfluss).
Für die korrekte Auslegung eines Leistungsreaktors ist aber eine Kombination aus exakteren, in der Regel numerischen mathematischen Modellen (generell: CAE-Methoden, Multi-Physik und Sicherheitssimulationen, Thermohydraulik usw.) unerlässlich und gehören zum Stand der Technik.

## Hochschulen, Ausbildung, Lehrstühle (Beispiele)
Hinweis: Die Liste ist unvollständig. An der Kerntechnik angrenzende Wissenschaften und Forschung sind möglich und werden hier nicht aufgezählt, z. B. Teilchenbeschleuniger. Die Liste ist auf den Wirtschaftsraum DACH begrenzt. Eine Vielzahl an Lehrmöglichkeiten bieten die Länder Frankreich, Großbritannien und die USA. Des Weiteren werden in dieser Liste keine Kerntechnik-Programme von der IAEA o.a. aufgezählt.
Reaktortechnik wird (Stand 2023) unter anderem an den folgenden Hochschuleinrichtungen gelehrt oder Forschung betrieben:
- Institut für Angewandte Thermofluidik (IATF)[3] des KIT Karlsruhe, dort die Einrichtungen:
  - Professur für Innovative Reaktorsysteme
  - Professur für Fusions- und Reaktortechnik
- Institut für Neutronenphysik und Reaktortechnik (INR)[4] des KIT Karlsruhe, siehe dort die verschiedenen Einrichtungen.
- Studiengang Nuclear Engineering[5], ETH Zürich und EPF Lausanne
- Spezialisierungsfach Kernenergietechnik am Institut für Kernenergetik und Energiesysteme (IKE) der Universität Stuttgart[6]

### Moderne Werke
- Thomas Schulenberg: Die vierte Generation der Kernreaktoren: Grundlagen, Typen und Nutzen verständlich erklärt. Springer Berlin Heidelberg, Berlin, Heidelberg 2020, ISBN 978-3-662-61604-8, doi:10.1007/978-3-662-61605-5.
- Hans-Josef Allelein: Kernkraftwerke. In: Richard Zahoransky (Hrsg.): Energietechnik. Springer Fachmedien Wiesbaden, Wiesbaden 2022, ISBN 978-3-658-34830-4, S. 103–183, doi:10.1007/978-3-658-34831-1_5.
- Serge Marguet: The Technology of Pressurized Water Reactors: From the Nautilus to the EPR. Springer International Publishing, Cham 2022, ISBN 978-3-03086637-2, doi:10.1007/978-3-030-86638-9 (englisch).

### Historische Werke
- R.L. Murray: Einführung in die Kerntechnik (= Hochschulbücher für Physik. Band 11). Deutscher Verlag der Wissenschaften, Berlin 1959 (Neuauflage siehe ISBN 978-0-12-812881-7).
- D. Emendörfer, K. H. Höcker: Theorie der Kernreaktoren Teil II. Bibliographisches Institut, Mannheim ; Wien ; Zürich 1969.
- D. Emendörfer, K. H. Höcker: Theorie der Kernreaktoren Teil I. Bibliographisches Institut, Mannheim ; Wien ; Zürich 1969.